# 国鉄ホキ7300形貨車
国鉄ホキ7300形貨車（こくてつホキ7300がたかしゃ）は、かつて日本国有鉄道（国鉄）に在籍したホッパ車である。

## 概要
ホキ7300形は、1971年（昭和46年）1月12日に三岐鉄道車籍のホキ4000形5両（ホキ4001 - ホキ4005）を改造の国鉄車籍へ編入（ホキ7300 - ホキ7304）したセメント専用の30 t 積私有貨車である。
三岐鉄道ホキ4000形は、1957年（昭和32年）9月に東洋電機製造・東洋工機にて製造され主に自社の線内輸送にあたっていたが、国鉄駅である
関西本線の 八田駅にも運用があったため連絡直通車とした。国鉄車籍へ編入にあたりブレーキ関係の装置類を、国鉄名古屋工場にて国鉄標準位置へ変更した。国鉄車籍への変更理由は、運用の関係から常備駅を豊橋鉄道渥美線三河田原駅に変更する必要が生じたが三岐鉄道車籍では不可能のため国鉄車籍への変更となった。
落成時の所有者は、小野田セメント（現在の太平洋セメント）の1社のみであり常備駅は前述のとおり三河田原駅であったが、1973年（昭和48年）7月に東藤原駅へ移動になった。
1976年（昭和51年）4月26日に、積込口の大型化改造工事を行った。
1985年（昭和60年）5月8日に、全車（5両）が清水工業へ名義変更が行われ常備駅も西濃鉄道市橋線の猿岩駅となったが内4両（ホキ7300 - ホキ7303）は同年7月8日に廃車となった。最後まで在籍したホキ7304も1989年（平成元年）11月27日に廃車となり同時に形式消滅となった。
荷役方式は、上入れ、エアスライド式の下出し方式である。
全長は11,100 mm、全幅は2,735 mm、全高は3,620 mm、台車中心間距離は7,000 mm、実容積は25.0 m3、自重は18.0 t、換算両数は積車5.0、空車1.8、台車はベッテンドルフ式のTR41Cである。